# Lothal
Lothal fue una de las ciudades más importantes de la antigua civilización del valle del Indo. Situada en el moderno estado de Guyarat, data del 2400 a. C., hoy es uno de los yacimientos arqueológicos más relevantes de la India. Descubierta en 1954, Lothal fue excavada entre el 13 de febrero de 1955 y el 19 de mayo de 1960 por el ASI (Archaeological Survey of India: Servicio Arqueológico de la India).
La dársena de Lothal es la más antigua del mundo, conectaba la ciudad a un antiguo curso del río Sabarmati, integrado en la ruta comercial entre la ciudad de Harappa en la región de Sind y la península de Kathiawar donde el desierto que ahora rodea la zona de Kachchh, en la antigüedad fue una parte del mar Arábigo. Fue un próspero y vital centro comercial en la antigüedad, traficaban con perlas, metales, piedras preciosas y semipreciosas y valiosos adornos que llegaban a los rincones más alejados del Extremo Oriente y África. Los habitantes de Lothal hicieron las primeras representaciones artísticas realistas en el arte y en la escultura, habiendo creado algunas de las fábulas más conocidas hoy en día en la India. Utilizaron la brújula con un caparazón, con 8 o 12 divisiones del horizonte, y posiblemente fueron pioneros en el estudio de las estrellas y su uso en la navegación 2000 años antes que los griegos. Sus técnicas metalúrgicas les han sobrevivido y se han utilizado durante más de 4000 años.
Lothal está situada cerca de la aldea de Saragwala que pertenece al Taluka de Dholka en el distrito de Ahmedabad. Se encuentra a seis kilómetros al sudeste de la estación de tren Lothal-Bhurkhi de la línea de ferrocarril Ahmedabad-Bhavnagar. También está enlazada por carretera, transitable todo el año, con las ciudades de Ahmedabad, a 85 km, Bhavnagar, Rajkot y Dholka. Las ciudades más próximas son Dholka y Bagodara. Las excavaciones se reanudaron en 1961, los arqueólogos abrieron zanjas a lo largo de los flancos norte, este y oeste del montículo, sacando a la luz los canales de entrada a la dársena y los nullah ("barranco", o "cauce") que conectaban el muelle con el río. Los hallazgos principales son el propio montículo con restos arqueológicos, la ciudadela, la plaza del mercado y el muelle. Junto a las zonas excavadas se encuentra el Museo Arqueológico, donde algunos de los más importantes colecciones de antigüedades que se encuentran expuestas en la India.
El 15 de abril de 2014 los «Restos arqueológicos de una ciudad-puerto harappa, Lothal» fueron inscritos en la Lista Indicativa de la India —paso previo a ser declarado Patrimonio de la Humanidad—, en la categoría de bien cultural (n.º. ref 5918).

## Arqueología
En guyaratí, Lothal significa ‘colina de los muertos’. Tal denominación no es inusual, ya que el nombre de la ciudad de Mohenyo Daro, en sindhí significa lo mismo. La gente de los pueblos vecinos a Lothal conocía desde hacía mucho la existencia en esa zona de una antigua ciudad y de restos humanos. En fecha tan reciente como 1850, las embarcaciones podían navegar hasta la colina, y en 1942 se transportaba madera en embarcaciones por los canales que rodean la colina con restos arqueológicos, desde Bharuch hasta Saragwala. Un arroyo cenagoso que conecta el moderno Bholad con Lothal y Saragwala es lo que queda de un antiguo canal de Lothal. Cuando la India se escindió en 1947, la mayoría de los yacimientos arqueológicos, incluyendo Mohenjodaro y Harappa, quedaron en territorio del estado de Pakistán. El Servicio Arqueológico de la India planificó un nuevo programa de exploración y excavación en muchos lugares de Guyarat. Entre 1954 y 1958, se excavó en más de 50 yacimientos de las penínsulas de Kutch y Saurashtra, lo que amplió los límites de la Cultura del valle del Indo en 500 kilómetros, descubriendo que llegaba hasta el río Kim, donde el yacimiento de Bhagatrav guarda el acceso al valle de los ríos Narmada y Tapti. Lothal está a 270 kilómetros de Mohenjodaro, ciudad que se encuentra en Sind. También se ha especulado que, debido a las dimensiones relativamente pequeñas de la ciudad principal, Lothal no era un gran asentamiento, y que su "muelle" puede que fuese tan solo un gran estanque de riego. Sin embargo, la ASI y otros arqueólogos contemporáneos afirman que la ciudad estuvo integrada en una gran ruta comercial de tipo fluvial mantenida por los antiguos pueblos del territorio comprendido entre Sind y Saurashtra en Guyarat. En los enterramientos que se han encontrado de ese período, hay indicios de que esos pueblos era probablemente dravídicos, protoaustraloides o mediterráneos. Lothal ha proporcionado la mayor colección de antigüedades de la moderna arqueología de la India. Se trata esencialmente de un yacimiento perteneciente a una sola cultura, la de Harappa. En la zona se ha descubierto también la existencia de otra cultura, esta anterior a la de Harappa, la llamada cultura de la cerámica roja. En el yacimiento de Lothal se diferencian claramente dos sub períodos, los elementos descubiertos pertenecientes al comprendido entre el 2400 y el 1900 a. C. coinciden fielmente con la exuberante cultura de Harappa y Mohenjodaro.

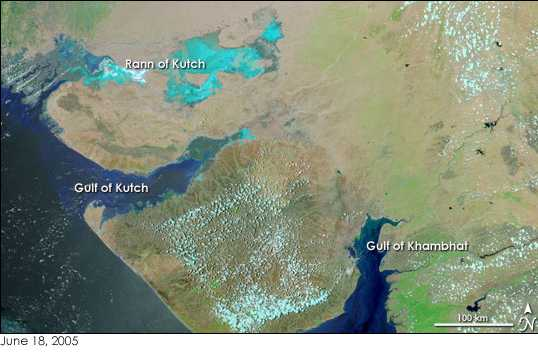
Al noroeste de Lothal se encuentra la península de Kathiawar. Debido a la proximidad del golfo de Khambhat, el río de Lothal siempre proporcionó acceso directo a las rutas marítimas. Aunque ahora Lothal está aislada del mar, la topografía y la geología demuestran su pasado marítimo.

Después de que el núcleo central de la civilización del valle del Indo en Mohenjodaro y Harappa entrasen en declive, Lothal aun permaneció próspera durante muchos años. No obstante, al final, las inundaciones, y las tormentas tropicales le causaron estragos de tal envergadura que originaron su destrucción y abandono. Ciertos estudios topográficos, han hallado indicios de que por la fecha del abandono y destrucción de Lothal, la región padeció una época de sequía y desertización por la escasez de lluvias monzónicas. Por lo tanto, la causa del abandono de la ciudad pudo haber sido debida a los cambios climáticos tanto como a los desastres naturales. Lothal se construyó sobre un montículo existente en una zona de marismas inundadas por las mareas. La teledetección y los estudios topográficos publicados por científicos indios en el Diario Oficial de Geofísica de la Unión India en 2004 puso de manifiesto un antiguo meandro próximo a Lothal, de unos 30 km de largo, era una extensión de un afluente del río Bhogavo. La existencia de pequeños canales de 10 a 300 m de ancho, sugieren, al compararlos con los existentes en los tramos inferiores que son de 1,2 a 1,6 km de ancho, que el agua de las mareas penetraba en la tierra hasta más allá de la ciudad. Este hecho implicó que los habitantes de Lothal tuviesen que abastecerse de agua potable aguas arriba del río.

## Historia

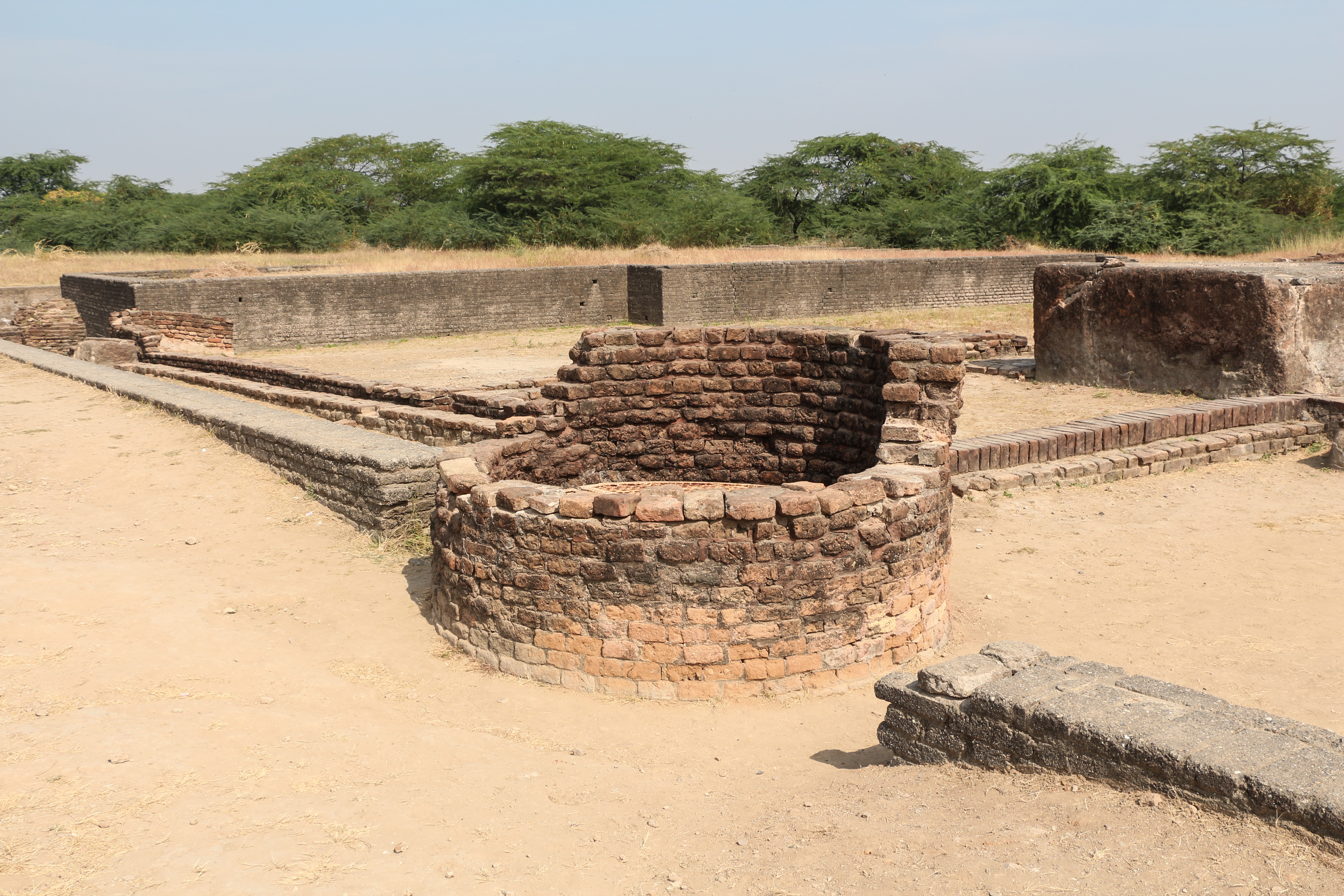
Un antiguo pozo, y los canales de drenaje de la ciudad

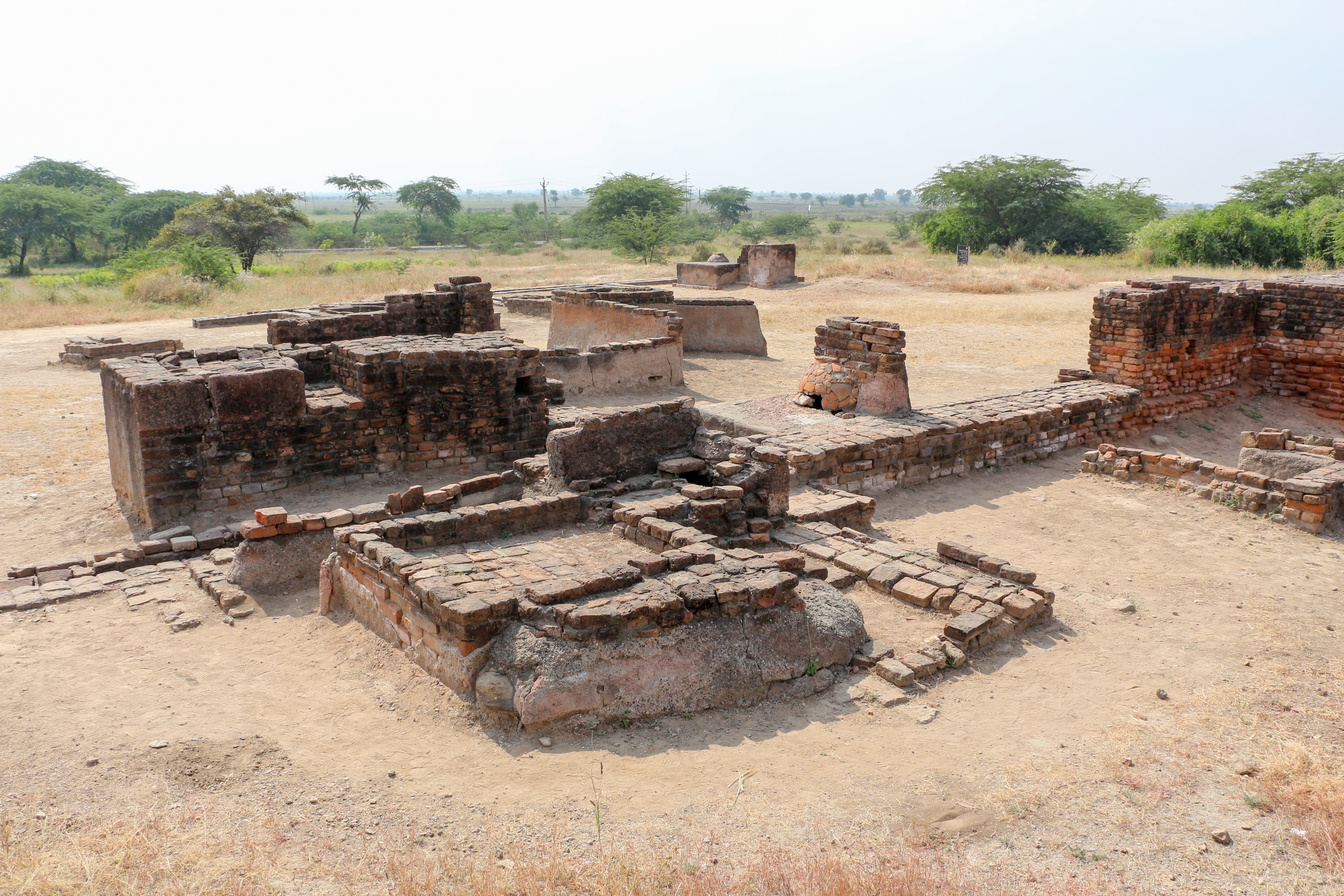
La estructura de un baño-aseo de casas en Lothal

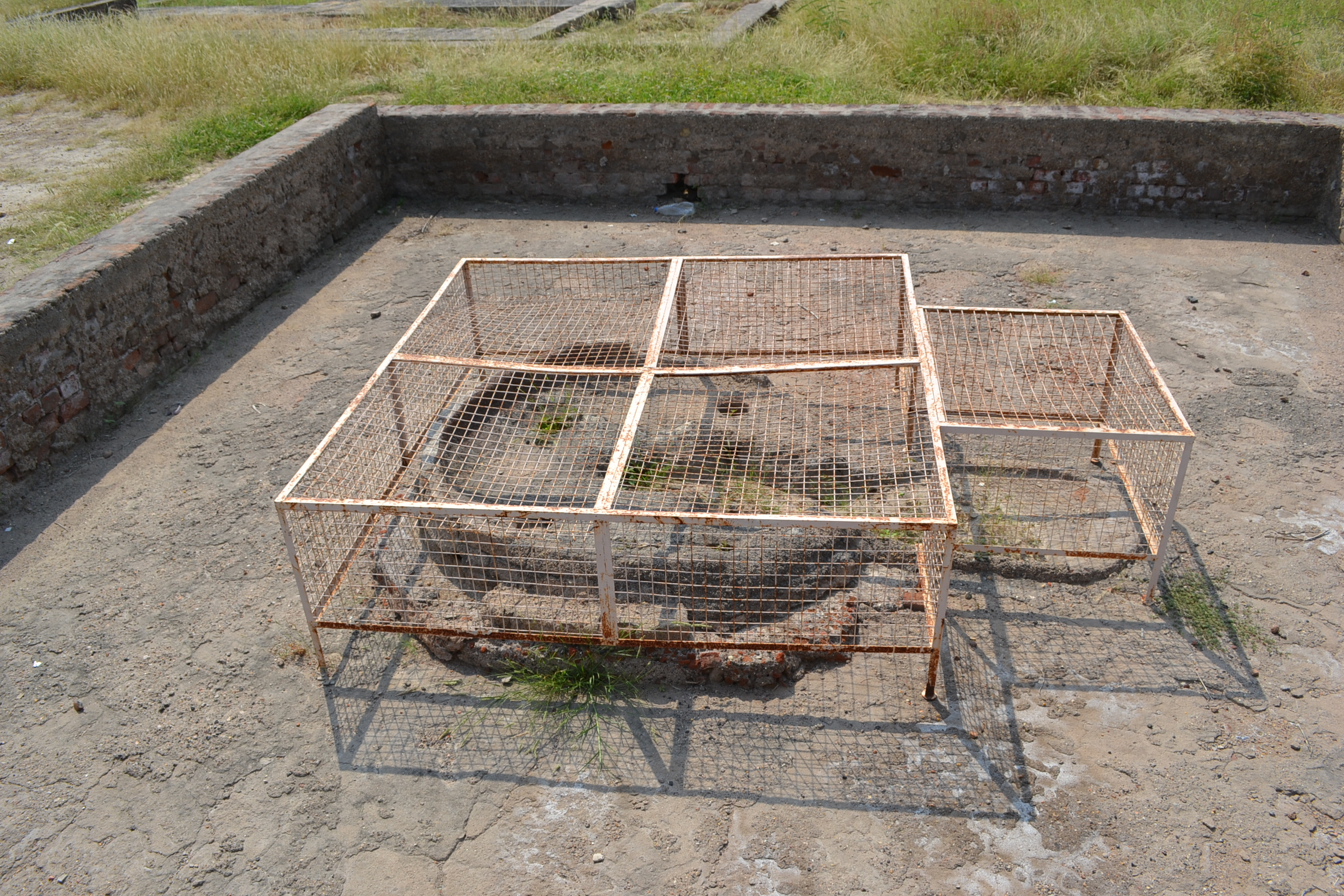
hallazgo arqueológico

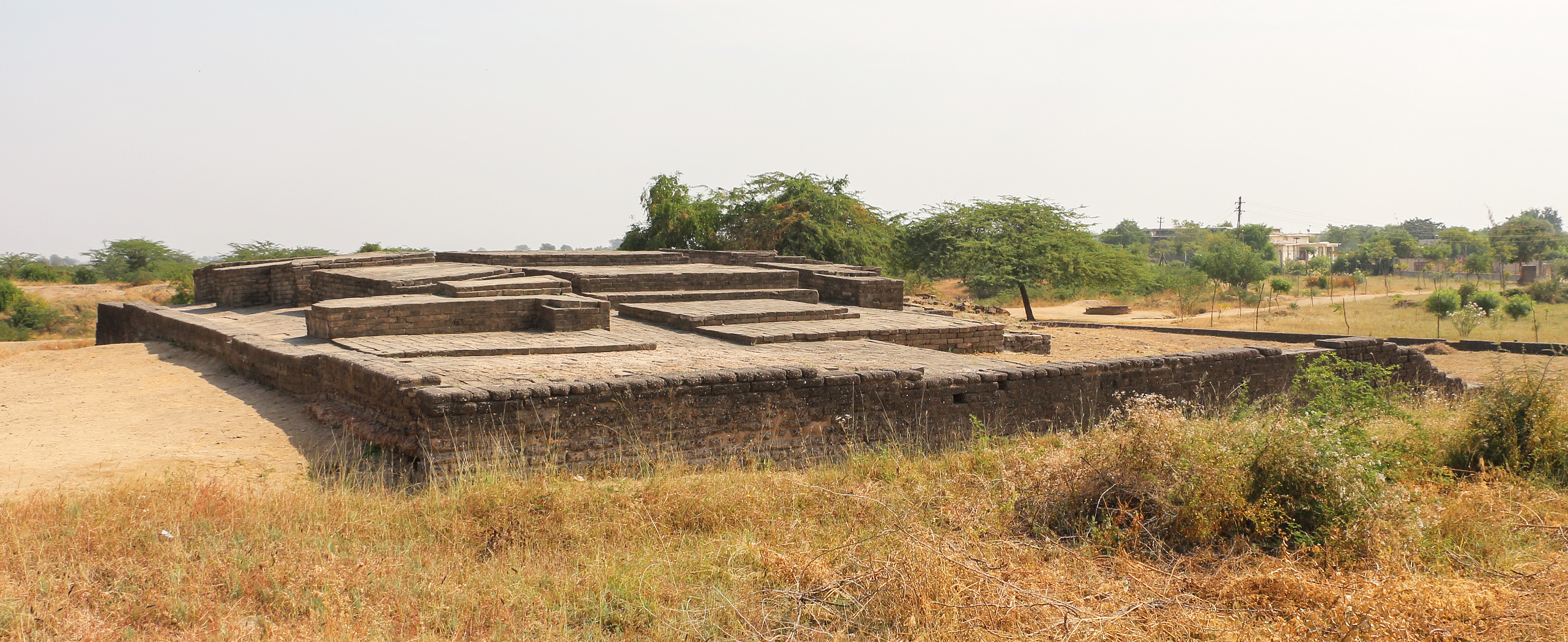
El almacén de Lothal

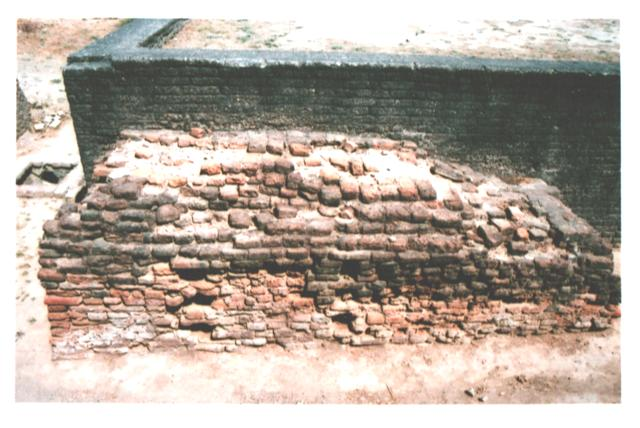
Un bloque de ladrillos colocado en el canal principal de drenaje con cuatro agujeros, de los cuales la red filtraba los residuos sólidos

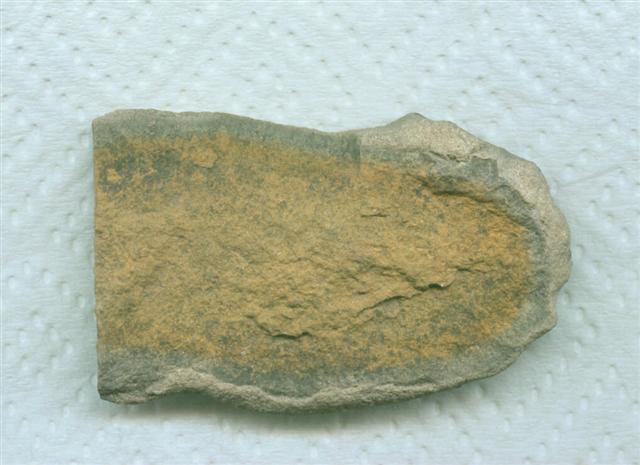
Una herramienta de piedra tallada, posiblementa la cabeza de un cincel

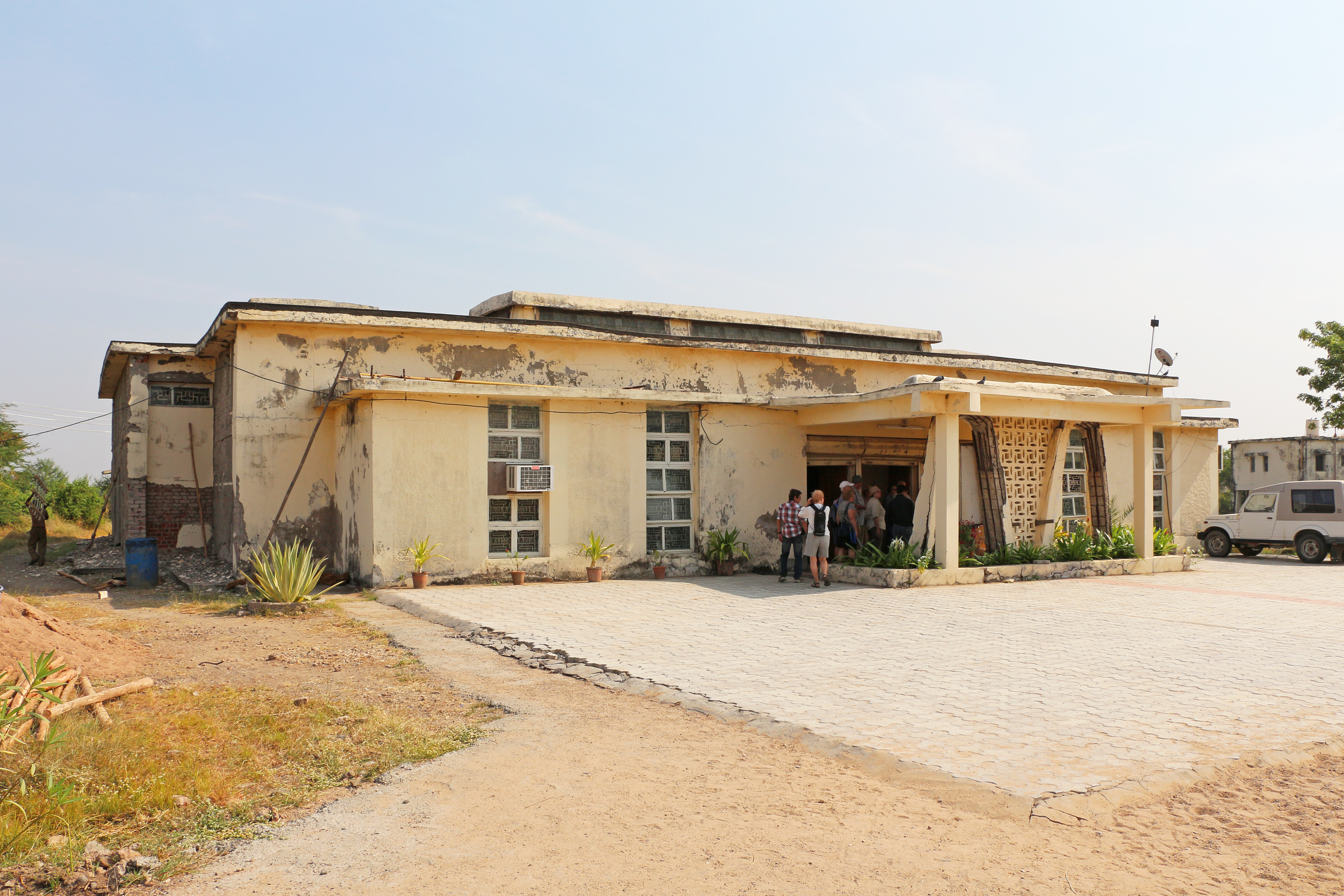
Museo Arqueológico de Lothal

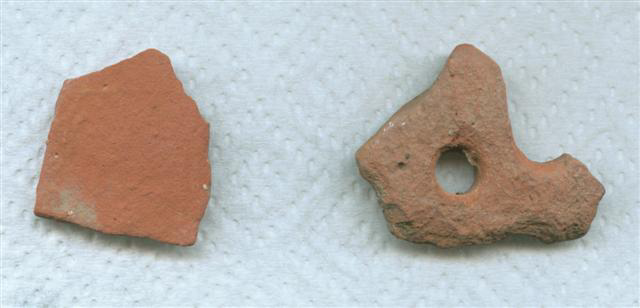
Piezas de cerámica de arcilla roja

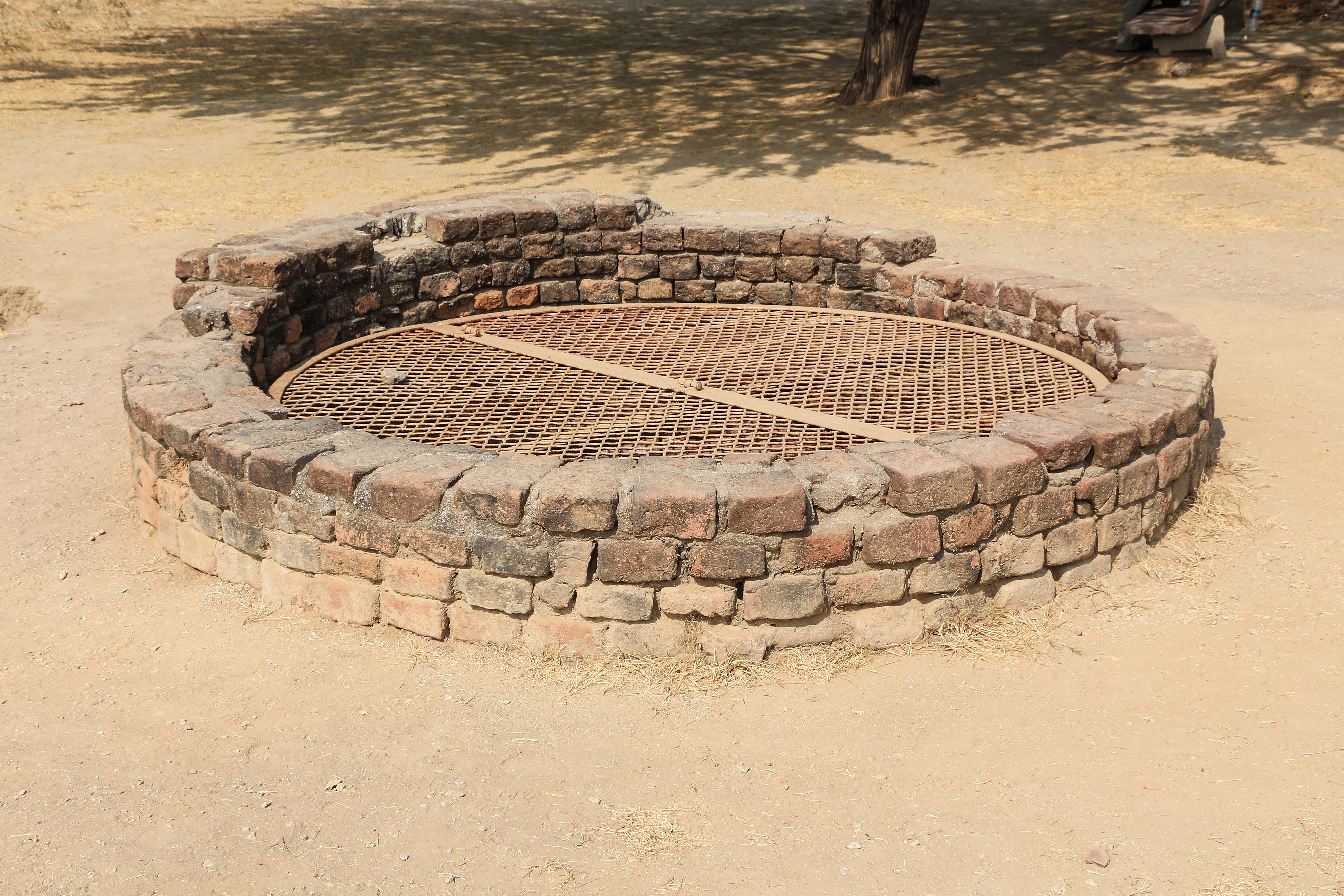
El pozo principal

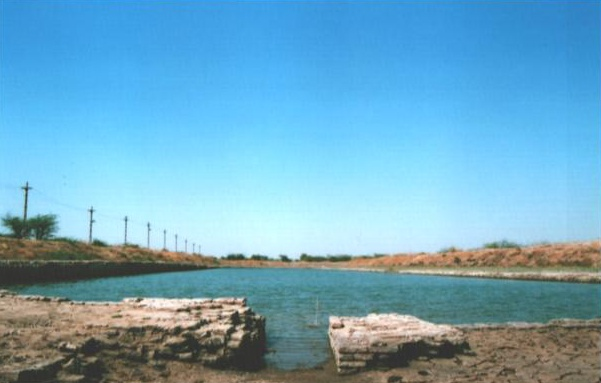
El muelle, con la abertura de un canal para permitir que el agua fluyera en el río, lo que mantenía un nivel de agua estable.

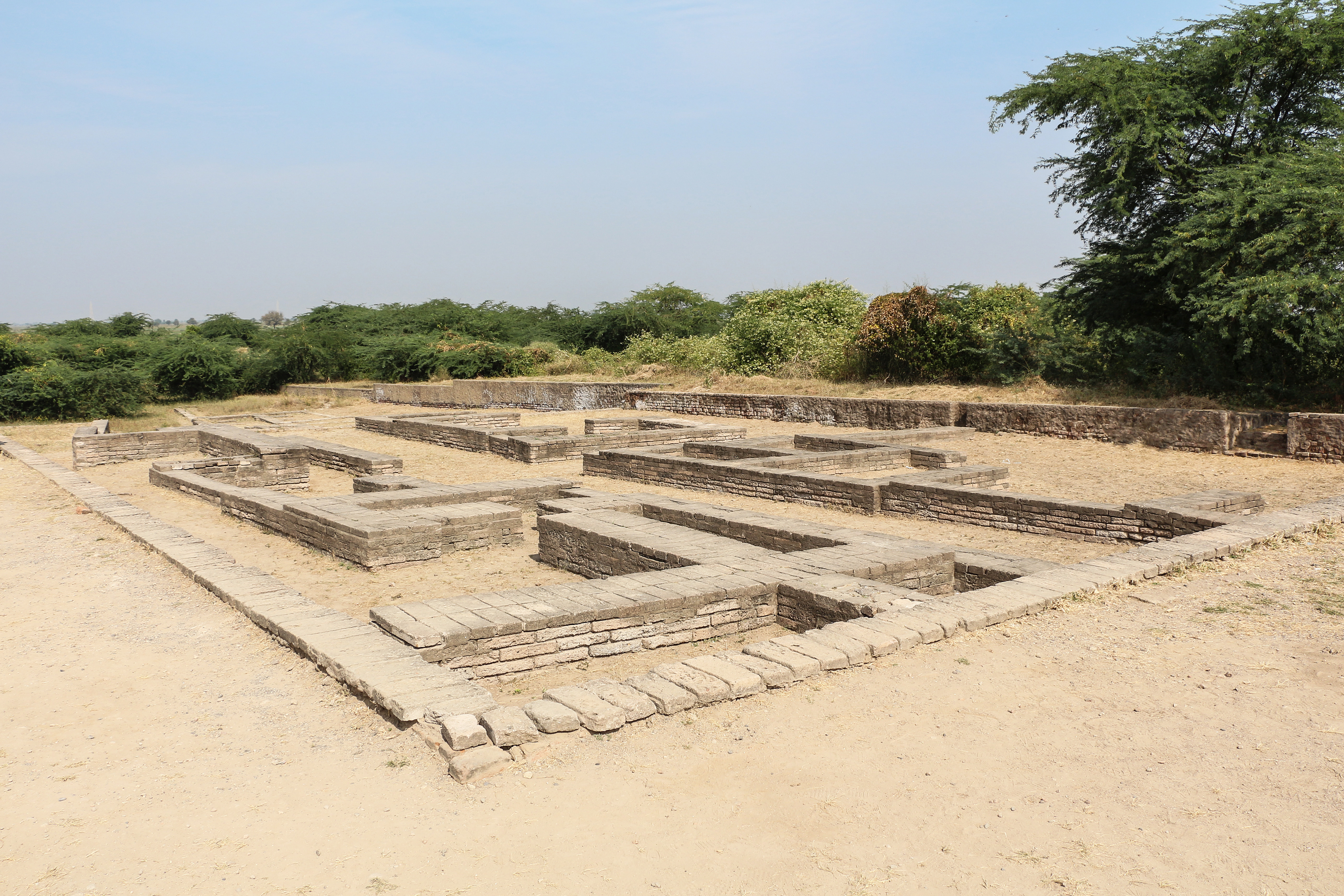
La ciudad vieja

Antes de que se poblara la zona de Harappa (c. 2400 a. C.), Lothal era un pequeño pueblo junto al río que da acceso a la parte continental del golfo de Khambhat. Los pueblos indígenas mantenían una próspera economía, hecho acreditado por el descubrimiento de objetos de cobre, perlas y piedras semi-preciosas, y artículos de materiales cerámicos fabricados con arcilla fina y lisa, con superficies de color rojo micáceo. Descubrieron una nueva técnica de horneado de la cerámica, controlando en parte la oxidación–reducción, que mejoraba mucho el resultado, de ahí que a su cultura se la haya llamado la de la cerámica roja. Las gentes de Harappa fueron atraídas a Lothal por su puerto bien protegido, el buen arroz y algodón que se producían en la zona, y la creciente industria de fabricación de cuentas y adornos. Las cuentas y gemas de Lothal tenían una gran demanda en el oeste. Los colonos provenientes de Harappa vivían pacíficamente con el pueblo de la cerámica roja, y adoptaron el estilo de vida de los nativos, eso les llevó a que su comercio floreciera y el cambio de técnicas de trabajo hizo que terminasen fabricando productos de cerámica indígena con sus mismas formas.

### Planificación de la ciudad

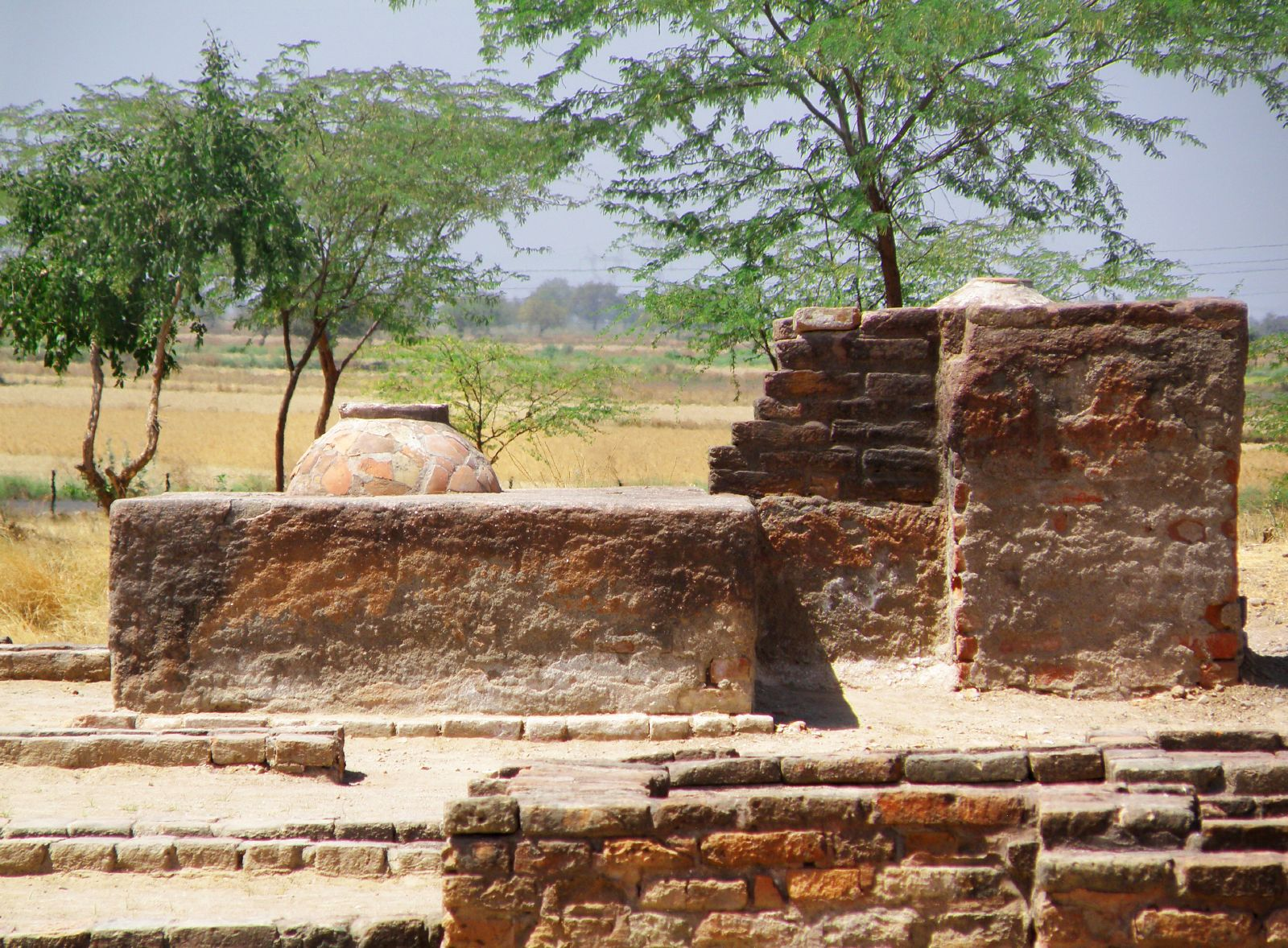
Se cree que esta estructura es un baño. Las dos ollas se utilizaron para contener el agua. Los desagües son visibles en la parte inferior izquierda. Los desagües utilizados para los baños conectaban con las alcantarillas principales.

Hacia el 2350 a. C., una devastadora inundación destruyó muchas aldeas y asentamientos de la civilización de la cerámica roja. Gentes de la civilización harappa que vivían en las proximidades, y otras provenientes de Sindh, aprovecharon la oportunidad para ampliar sus asentamientos y construir una ciudad según el modelo de las habituales en esa época en el valle del Indo. Los planificadores de Lothal previeron el problema de las inundaciones construyendo sobre elevaciones. La ciudad se dividió en secciones, cada una era una plataforma de ladrillos secados al sol de 1 o 2 metros de altura, en cada sección se construyeron de 20 a 30 casas con paredes de ladrillo. La ciudad se dividió en dos partes, una ciudadela o acrópolis, y la ciudad baja. Los gobernantes de la ciudad vivían en la acrópolis, que incluía baños pavimentados, alcantarillado subterráneo y de superficie (construido con ladrillos endurecidos al horno) y un pozo de agua potable. La ciudad baja se subdividía en dos sectores, al norte y al sur de la calle comercial principal, flanqueada por las tiendas de los mercaderes ricos, los más ordinarios y los artesanos. El área residencial se encontraba a ambos lados del mercado. La ciudad baja fue ampliada periódicamente aprovechando los años de prosperidad de Lothal.
Los ingenieros que diseñaron Lothal, dieron una alta prioridad a la construcción de un astillero y un gran almacén que facilitase el comercio marítimo. Si bien la opinión de consenso entre los arqueólogos identifica esta estructura como un "astillero", también se ha sugerido que, debido a sus pequeñas dimensiones, esta especie de dársena podría haber sido una balsa de riego con sus correspondientes canales. El dique fue construido en el flanco oriental de la ciudad, y es considerado por los arqueólogos como una hazaña de ingeniería del más alto nivel. Se encuentra fuera de la corriente principal del río para evitar la sedimentación, pero siempre permitía el acceso de los barcos incluso con marea alta. El almacén fue construido cerca de la acrópolis, tenía 3,5 metros de alto y se construyó con ladrillos de barro cocido. Dada su proximidad a la ciudadela, los gobernantes, de este modo podían supervisar simultáneamente la actividad en el muelle y en el almacén. Para facilitar el movimiento de mercancías, el muelle de adobe tenía 220 metros de longitud y estaba construido en el lado oeste de la dársena, disponía de una rampa que conducía al almacén. Había un importante edificio público frente al almacén cuya estructura ha desaparecido completamente. A lo largo de su existencia, la ciudad tuvo que prepararse continuamente para enfrentarse a las inundaciones y a las tormentas. El muelle y los muros periféricos de la ciudad se han mantenido y aguantado el paso del tiempo sin problemas. El celo puesto en las labores de mantenimiento y reconstrucción de la ciudad les garantizaba el crecimiento y la prosperidad del comercio. Sin embargo, con el aumento de la prosperidad, las gentes de Lothal fueron abandonando esas labores de mantenimiento de sus protecciones y muros y de los servicios portuarios, posiblemente como resultado de un exceso de confianza en sus sistemas. Una inundación de intensidad moderada en el 2050 a. C., dejó al descubierto algunas deficiencias graves en las infraestructuras, y a pesar de ello no abordaron esos problemas adecuadamente.

### Economía y cultura urbana
El modelo uniforme de organización de la ciudad y sus instituciones dan pruebas de que las gentes de la cultura de Harappa eran un pueblo muy disciplinado. El comercio y las tareas administrativas se realizaban con arreglo a las normas establecidas. La administración municipal era muy estricta, por ejemplo, la anchura de la mayoría de las calles siguió siendo la misma durante un largo tiempo, y las construcciones que se fueron haciendo la respetaban. Cada hogar disponía de su propio sumidero, con una cámara en la que se retenían los residuos sólidos, de forma que no obstruyesen los desagües de la ciudad. Los drenajes, bocas de inspección y pozos negros mantenían limpia la ciudad y los residuos se depositaban en el río, para que fuesen arrastrados, cuando había marea alta. En Lothal fueron pioneros en un nuevo estilo de arte y pintura, dando nuevos enfoques de realismo a las pinturas de animales en su entorno natural, incluyendo la representación de cuentos y del folclore. Se construyeron altares para el fuego sagrado en lugares públicos. Metal, oro, joyas y adornos, todo ello decorado con buen gusto, dan testimonio de la cultura y la prosperidad del pueblo de Lothal.
La mayor parte de su equipamiento, incluyendo herramientas de metal, pesas, patrones de medidas, sellos, cerámica y adornos fue el estándar, incluso de calidad, en toda la civilización del Indo. Lothal fue un importante centro comercial, la importación masiva de materias primas como el cobre, sílex y piedras semi-preciosas de Mohenjo-Daro y Harappa, ler permitía distribuir después, y también de forma masiva, los productos terminados que fabricaban, a las ciudades y pueblos del interior. También producían grandes cantidades de herramientas y otros objetos de bronce, anzuelos, cinceles, lanzas y adornos. Lothal exportaba también sus perlas, piedras preciosas, marfil y conchas. Poseían una pujante industria de fabricación de herramientas de piedra para atender las necesidades domésticas, el sílex lo importaban del valle de Sukkur y de Bijapur, en la moderna Karnataka. Bhagatrav les suministraba piedras semi-preciosas, mientras que las conchas chank provenían de Dholavira y de Dwarka. Una extensa red de rutas comerciales proporcionó gran prosperidad a los habitantes de Lothal, esta red se extendía a hasta Egipto, Baréin y Sumeria. Una de las pruebas halladas sobre las actividades comerciales de Lothal es el descubrimiento de los típicos sellos de la zona del golfo Pérsico, en concreto uno de ellos es un sello en forma de botón circular.

### Años de decadencia
Mientras continúa el amplio debate sobre el final de la Civilización del valle del Indo, los indicios arqueológicos recogidos por el ASI, parecen apuntar a las catástrofes naturales, especialmente las inundaciones y las tormentas como la causa que provocó la desaparición de Lothal. Una gran inundación sumergió la ciudad y destruyó la mayoría de las casas, dejando los muros y las plataformas muy dañados. La acrópolis y la residencia del gobernante fueron arrasadas (2000-1900 a. C.), así como las viviendas recientemente construidas por los comerciantes. Lo más dañino para la ciudad fue el cambio en el curso del río, que cortó el acceso de los barcos al muelle. A pesar de la huida del gobernante de la ciudad, las gentes, sin líder, construyeron una nueva dársena pero menos profunda, abrieron el canal para conectar con el nuevo curso del río, dando acceso de nuevo a los barcos pero solo a los de pequeño tamaño. Los barcos grandes anclaban en fondeaderos más alejados. Las casas fueron reconstruidas, pero no se eliminaron los deshechos de la inundación, lo que significó que las nuevas construcciones fuesen de mala calidad y más susceptibles a sufrir daños de nuevo. El sistema de alcantarillado público fue sustituido por el de fosas sépticas. La falta de liderazgo supuso que las reparaciones para la recuperación de la actividad y el mantenimiento posterior no se hiciesen de forma adecuada. El gran almacén dañado nunca fue reparado correctamente, y las mercancías se guardaban protegidas tan solo por marquesinas de madera, lo que las dejaba expuestas a las inundaciones y los incendios. La economía de la ciudad se transformó. Se redujo enormemente el volumen del comercio, aunque no de forma catastrófica, de forma que los recursos estaban disponibles en menores cantidades. Las empresas independientes se hicieron con el control, centralizando todo el proceso de forma que se organizaron centros fabriles donde cientos de artesanos trabajaban para el mismo proveedor y financiador. La fábrica contaba con diez salas y un gran patio de trabajo. El taller del cobre disponía de cinco hornos y la infraestructura necesaria para que muchos artesanos trabajasen simultáneamente.
A la disminución de la prosperidad de la ciudad, la escasez de recursos y la mala administración, se unieron las calamidades periódicas originadas por las inundaciones y las tormentas. El aumento de la salinidad del suelo hizo imposibles los cultivos y la vida. Esto se evidencia también en las ciudades próximas de Rangpur, Rojdi, Rupar y Harappa (en Panyab), y Mohenjo-Daro y Chanhudaro en Sindh. Hacia el 1900 a. C., una inundación masiva provocó la destrucción total de la ciudad y su desaparición de un golpe. Los estudios arqueológicos realizados muestran que el curso del río y el muelle quedaron cubiertos de sedimentos y que los edificios fueron arrasados. La inundación afectó a toda la región de Saurashtra, Sindh, y el sur de Guyarat, así como a la parte alta del Indo y Sutlej, donde una gran cantidad de aldeas, pueblos y ciudades quedaron arrasadas. La población huyó a las regiones del interior.

### Cultura de Harappa tardía

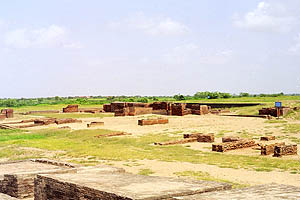
Otra vista del yacimiento.

Los restos arqueológicos muestran que el lugar siguió habitado aunque con muchos menos habitantes y ya sin influencia alguna. Las pocas personas que regresaron a Lothal no pudieron reparar y reconstruir su ciudad, pero sorprendentemente siguieron viviendo allí en chozas de caña pobremente construidas y manteniendo sus tradiciones religiosas. Se sabe que eran gentes pertenecientes a la cultura de Harappa por sus enterramientos. Si bien el comercio y los recursos de la ciudad, en la práctica, habían desaparecido, los supervivientes continuaron utilizando su escritura, y construyendo el mismo tipo de utensilios y de cerámica. En ese período, los arqueólogos del ASI han detectado un movimiento masivo de refugiados procedentes del Panyab y Sindh hacia Saurashtra y el valle del Sarasvati, entre los años 1900 y 1700 a. C. aproximadamente. A este pueblo se le han atribuido cientos de asentamientos mal equipados y se les ha denominado como cultura de Harappa tardía, caracterizada por su nula urbanización, la universalización del analfabetismo, una economía sin diversificar, una administración muy simple y una gran pobreza. Aunque los sellos típicos de la civilización del Indo dejaron de utilizarse, el sistema de unidades de peso lo conservaron, su unidad básica era de 8,573 gramos. Entre 1700 y 1600 a. C., renació el comercio de nuevo. En Lothal resurgió la industria de la cerámica tipo Harappa, cuencos, platos y jarros fueron producidos en masa. Los comerciantes utilizaban materiales locales como calcedonia en vez de sílex para las cuchillas de piedra. Las pesas de piedra arenisca sustituyeron las clásicas pesas cúbicas de sílex. La sofisticada escritura se simplificó al dejar de emplear los símbolos pictóricos, y el estilo de la pintura quedó reducido a líneas onduladas, bucles y frondas.